# Svenskar
För andra betydelser, se Svensk.
Svenskar är personer av svensk nationalitet. Svenskar kan även vara personer som till exempel genom modersmål, kulturyttringar, traditioner, härstamning eller familjeband betraktar sig som svenskar.
Den svenska folkgruppen har beskrivits som skandinavisk med germanskt ursprung, som under historien nåtts av migrationsströmmar och språkligt och kulturellt inflytande från andra folk.

## Etymologi
Begreppet svenskar som beteckning för ett folk var en vidareutveckling av folknamnet svear, där ordet svensk var adjektivformen. 
Svearna (svioner) omnämns redan i Tacitus verk Germania som skrevs omkring år 98. Namnen Svearike (Swēorice) och svitjod ("sveafolket") förekommer första gången i det anglosaxiska Beowulfkvädet (i en handskrift bevarad från 1000-talet). Namnen åsyftade under vikingatiden och större delen av medeltiden endast invånarna bosatta i Mälarlandskapen, och deras statsbildning, ursprungligen styrd från Gamla Uppsala. Andra invånare i dåtidens Sverige, såsom götar och gutar, omfattades inte i begreppet svensk. I avsnittet om mansböter i den äldre västgötalagen från cirka 1220 görs det således skillnad mellan svenskar, västgötar och smålänningar: "Dræpær maþær svænskan man...".
I den första svenska historieboken, Erikskrönikan, som skrevs på 1320-talet, förekommer inte begreppet svenskar. Däremot benämns Mälarlandskapen som "Swidhido". Det är först med 1400-talets rimkrönikor, vilka hade ett starkt propagandistiskt budskap riktat mot unionskungar, fogdar och utlänningar i största allmänhet, som begreppet svenskar för första gången nämns som samlingsnamn för alla nordisktalande folkgrupper inom landet Sverige, samt i äldre litteratur som ett folk med tre konstituerande folkstammar: svear, götar och gutar. I medeltida källor användes annars begreppet "inländska män" i de sammanhang där man skulle kunnat förvänta sig att läsa "svenskar"[källa behövs]. Dock använde Adam av Bremen så tidigt som 1070 begreppet sueonum (översatt till antingen svear eller sveoner) som enligt honom innefattar "sveoner", "göter" (begreppet Gothos används), "värmlänningar", "finnvedingar" och "skridfinnar". Obehjälpligt nog använder Adam av Bremen sueonum för att beskriva hela befolkningen i Sverige, men även folket i Mälarlandskapen. .
Begreppet svensk har således vidgats genom historien från att från början endast ha omfattat svearna, varefter det kom att bli ett samlingsbegrepp för alla nordiska folkstammar som inlemmats i Sveariket, från götar och gutar, till smålänningar och hälsingar, och slutligen även folk som tidigare hört under Danmark och Norge såsom skåningar, jämtar osv[källa behövs].

## Befolkningens ursprung

### Förhistorisk tid
Genetisk forskning har resulterat i ny kunskap om att migrationsströmmar kom från olika håll till det område som idag är Sverige, och om hur dessa har gett upphov den genetiska blandningen bland dagens svenskar. Under förhistorisk tid nåddes den europeiska kontinenten av tre stora invandringsvågor av människor från andra kontinenter, och som med tiden också kom att befolka det som skulle bli Sverige:  
1. Jägare-samlare, som invandrade till Skandinavien från söder och nordost efter att istidens istäcke börjat dra sig tillbaka för cirka 11 000  år sedan[13].
2. De första stenåldersbönderna från Anatolien nådde södra Skandinavien för cirka 6 000 år sedan.[13]
3. Indo-europeiska stäppherdar strax innan bronsåldern.[14]

Därefter har inga stora migrationer skett till Europa från andra kontinenter fram till modern tid. Dock nåddes Fennoskandinavien och Östeuropa av en fjärde mindre invandringsvåg under bronsåldern, och flera tillskott av människor i flera vågor, österifrån. De östliga tillskotten är relaterade till spridningen av uraliska språk,  men de olika folken i Norden har sedan beblandat sig med varandra.  
En rad inomeuropeiska folkvandringar och vattenburna migrationer har bidragit till den svenska befolkningens genpool och kultur fram till modern tid.Bland dagens svenskättlingar går 78 procent av männens faderslinjer (farfars farfars far osv) tillbaka till den indoeuropeiska invandringen kring bronsåldern. Mycket få faderslinjer finns kvar från tidigare invandringsvågor. Befolkningens moderslinjer är mer blandade från de olika invandringsvågorna, över hela Europa.
Stridsyxekulturens ankomst i Skandinavien cirka 2 600 f.Kr. anses i huvudsak vara ursprung till de protogermanska kulturerna och den germanska populationen har sedan varit i stort sett stabil i Skandinavien. Stridsyxekulturen tycks ha delvis sammansmält med den äldre gropkeramiska kulturen och gett upphov till den nordiska bronsålderskulturen som i sin tur anses ha varit upphovet till de germanska kulturerna.

### Romersk järnålder och folkvandringstid
Svenskar dyker först upp i skriven historia i Tacitus verk Germania år 98 e.Kr. Ett av germanfolken Tacitus beskriver är ett folk han kallas suiones, vilka allmänt anses vara svearna. Dessa beskrivs som att de särskiljer sig för sina flottor vars skepp har "en för i var enda". Denna beskrivning tycks stämma med det man vet om skeppsbyggen i Skandinavien vid denna tid.
Klimatavvikelsen 535–536 tycks ha haft en stor påverkan på kulturen i Skandinavien. Man räknar med att så mycket som hälften av Skandinaviens befolkning kan ha dött. Som en följd blev kulturen mer militariserad under den följande vendeltiden.

### Vendeltiden och vikingatiden
Under vendeltiden fanns nära relationer med den anglosaxiska kulturen i nuvarande England. Vid denna tid byggdes storslagna gravhögar med rika gravgåvor vilket tyder på framväxande småkungariken som påbörjade riksbildningen. Vid 700-talet inledde  svear som avreste från Roslagen vikingatågen i österled mot Kurland, Estland och Finland. Dessa Roslagsvikingar gav upphov till finskans (Ruotsi), estniskans (Rootsi) och nordsamiskans (Ruoŧŧa) namn på Sverige. Svear etablerade handelsplatser vid Staraja Ladoga och Novgorod och blev en viktig del av riksbyggandet av Kievrus. Slavernas namn på svearna, rus´, blev senare namnet på de slaviska folk som kom att ingå i Kievrus. På samma sätt kom svearna att ge namn åt de samlade nordisktalande folk som kom att ingå i deras politiska enhet. Vid 800-talets slut innefattade det som de tidiga medeltida krönikorna kallade sveaväldet även Gotland, Möre, Öland och Blekinge.
Senast vid 1000-talets slut innefattade sveaväldet även Hälsingland, Götaland och Värmland. Adam av Bremen talar om befolkningen som sueonum populi (sveoniska folk eller svenska folk beroende på översättning). Vid 1100-talets början hade den förkristna religionen som i modern tid kallas asatro trängts undan av kristendomen. Under 11- och 1200-talet erövrade Sverige "östlanden" Finland (Egentliga Finland), Tavastland och Karelen. Detta följdes av en migration av nordisktalande kolonisatörer, grunden för Finlands svensktalande befolkning. De svear som 300 år tidigare hade bosatt sig bland östslaverna hade själva slavifierats och assimilerats in i den nya etniska identiteten men hade tidigare haft vänliga relationer till sitt forna hemland där giftermål mellan öst och väst hade hållit släktskapen vid liv. Men när den buffert som de finska folken utgjort försvunnit blev republiken Novgorod och senare Tsarryssland istället bittra rivaler till Sverige. Fram till 1200-talet hade Skandinavien ett gemensamt språk. Efter år 1000 hade språket börjat brytas upp i en västlig och östlig dialekt. Under 1200-talet hade den östnordiska dialekten börjat övergå till den klassiska fornsvenskan för att under 1300-talet gå över till den yngre fornsvenskan.

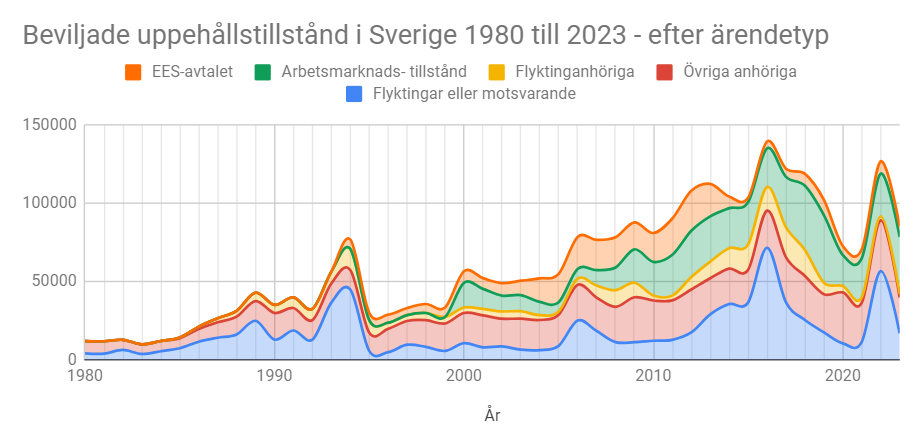
Antal beviljade uppehållstillstånd i Sverige 1980– för olika ärendeslag.

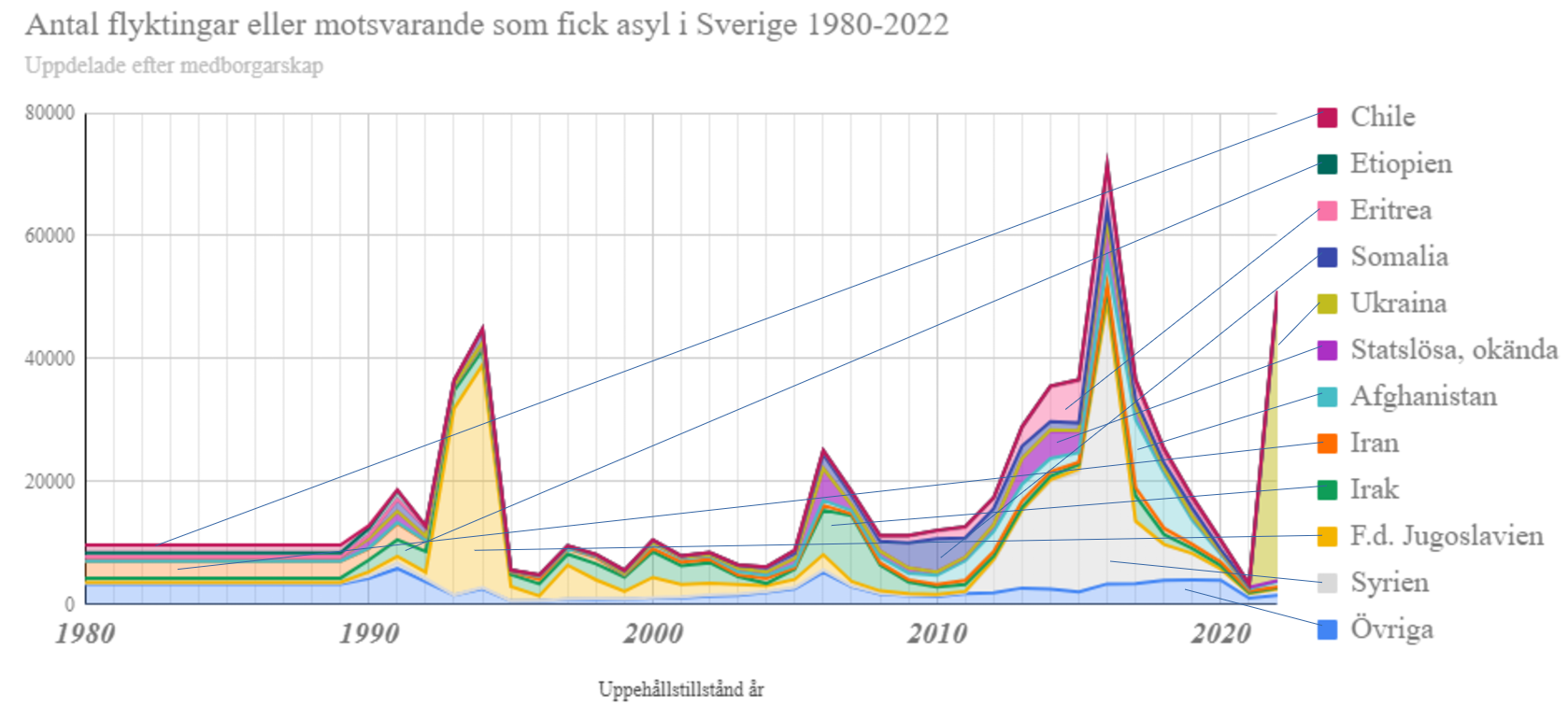
Antal som beviljades asyl i Sverige sedan 1980 och deras vanligaste medborgarskap, staplade på varandra. För perioden 1980-1989 visas konstanta tidsmedelvärden.

### Arbetskraftsinvandring och flyktingmottagande
Tyska köpmän och hantverkare slog sig ner främst i städerna under 1400- och 1500-talen, men också i Bergslagen. Mindre grupper av valloner migrerade till Sverige på 1600-talet. Holländare, engelsmän och skottar invandrade som köpmän och industriidkare på 1600-talet[källa behövs].
Från slutet av 1940-talet och fram till mitten av 1970-talet skedde en omfattande arbetskraftsinvandring som svar på en direkt efterfrågan från den svenska industrin. Invandringen från Finland kom att utgöra den största arbetskraftsinvandringen till Sverige genom tiderna. Även rekryterades arbetskraft i Italien, Ungern och Österrike. Under 1950-talet inriktades rekryteringen mot Västtyskland, Nederländerna, Belgien och Grekland. Och under 1960-talet dominerades den utomnordiska invandringen istället av personer från Jugoslavien.  Efterkrigstidens arbetskraftsinvandring var dock i första hand en nordisk företeelse.
Under 1980- och 1990-talet, och periodvis under 2000-talet, kom invandringen att domineras av anhörig- och flyktinginvandring i samband med krig. Flyktingvågen från Balkan till Sverige nådde en topp 1992 under Jugoslaviska krigen. Flyktinginvandringen fortsatte sedan med toppar från Irak 2006, Syrien 2016, Afghanistan 2018,  och Ukraina 2022.

### Dagens befolkning
Genforskning tyder på att den skandinaviska befolkningen, däribland svenskar, är den nu levande befolkningsgrupp som är närmast besläktad med de människor som man tror först invandrade till Europa. Samma forskning visar också på att skandinaver genetiskt sett inte är ett avgränsat folk utan sannolikt förde med sig många olika genstammar som senare dessutom blandats upp med andra stammar.
Jämförelse av referensbefolkningar i olika länder vad gäller mitokondrier (MtDNA) såväl som Y-kromosomer (YDNA) visar nära genetiskt avstånd i genomsnitt mellan personer med härkomst i Skandinavien och centraleuropéer, särskilt från Tyskland, Kroatien och Tjeckien. Personer med rötter i södra Sverige är svåra att genetiskt urskilja från nordtyskar och britter. Befolkningen i Norrland varierar mer och avviker något från dessa befolkningar. Samer och finländare har tydligt avvikande haplogruppsfrekvenser från övriga Europas befolkning. Personer från Västerbotten har något högre frekvens av haplogrupper som är vanliga bland samisk- och finsktalande.
Befolkningen har långa perioder varit liten och anförlusterna många i vissa glesbefolkade och isolerade delar av Sverige så att avlägsna landsändar skiljer sig åt genetiskt i relativt hög grad. Det finns ofta släktskap många vägar långt tillbaka i tiden mellan personer vars anfäder har funnits i många hundra år på samma orter. Autosomala DNA-tester kan därför ge intryck av betydligt närmare släktskap mellan boende i Sverige än vad som kan förväntas utifrån personernas närmaste släktskap enligt kyrkböckerna.
Svenskättlingar har visat sig avvikande mot andra befolkningsgrupper i en större tolerans för laktos i födan. Förekomsten av laktosintolerans hos tidigare generationer svenskar har ansetts uppgå till 1-5 procent av befolkningen. Laktosintolerans är förmågan att producera laktas som bryter ned laktos i föda. Denna förmåga har kopplats till förekomst av en genotyp. Endast cirka 7 procent av svenskättlingar bär på genotypen för laktosintolerans. På senare tid har laktosintoleransen hos den svenska befolkningen vuxit kraftigt, vilket har förklarats med invandring från andra delar av världen där en överväldigande majoritet av befolkningen utvecklar laktosintolerans.

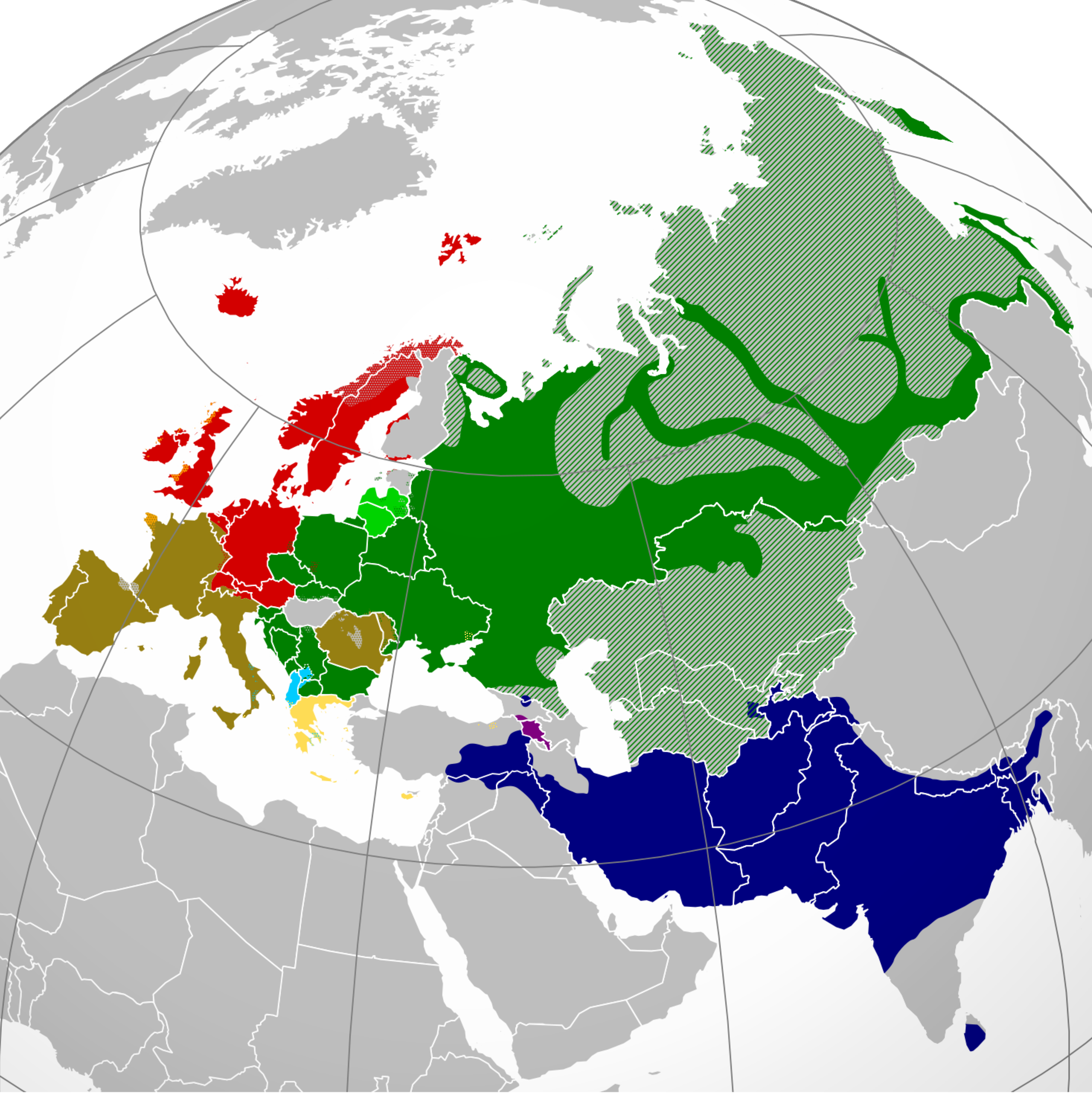
Indoeuropeiska språk i Europa och Asien idag
Germanska språk
Icke-indoeuropeiska språk

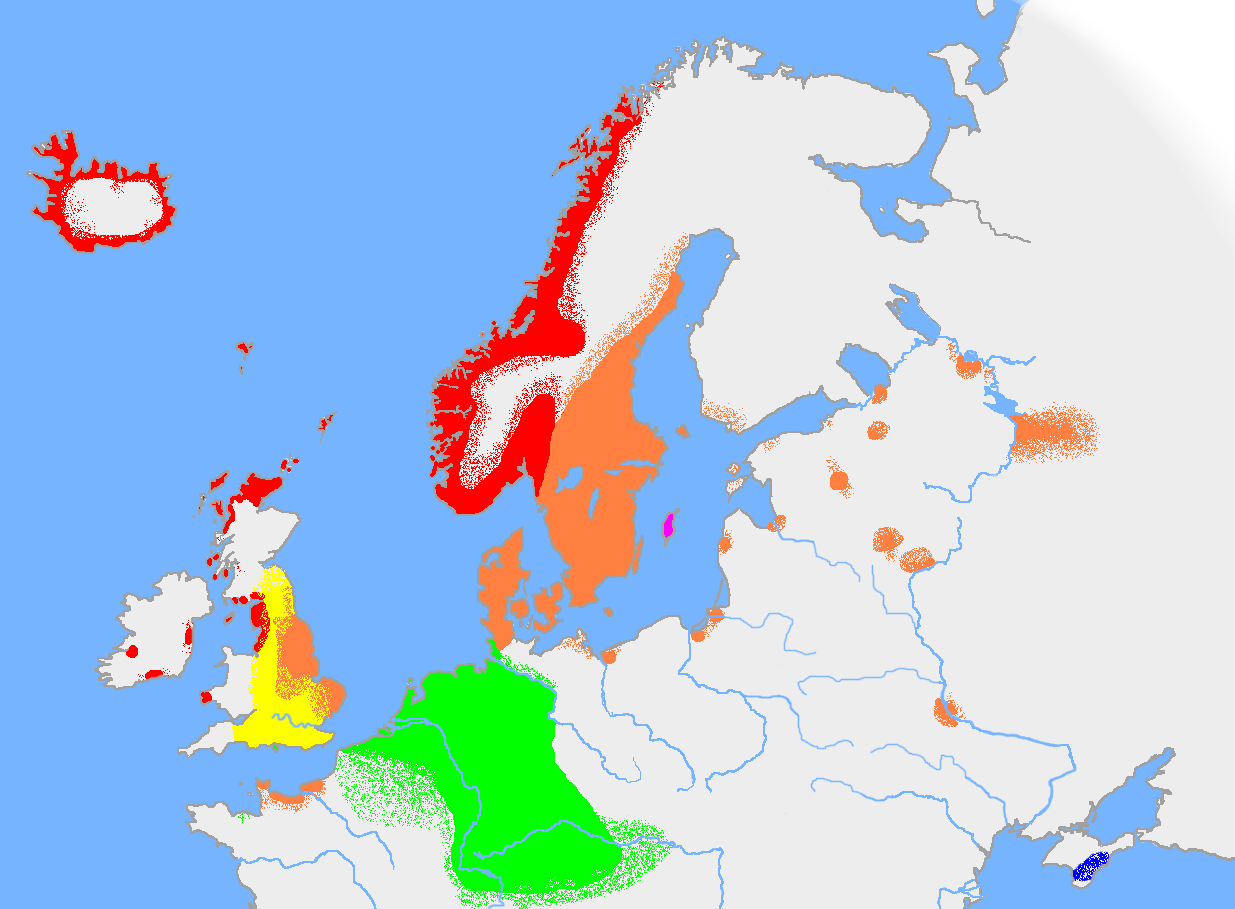
Den ungefärliga utbredningen av fornnordiska under 900-talet
Fornvästnordiska
Fornöstnordiska
Forngutniska (utbredning (på Gotland)Övriga germanska språk
Fornengelska
Krimgotiska

|  | Övriga germanska språk (andra än fornnordiska, fornengelska och krimgotiska) |

## Uppkomsten av det svenska språket

### Förhistoria
Svenskan tillhör de nordiska (nordgermanska) språken, vilka är en undergrupp till germanska språk, som utgör indoeuropeiska språk. 
Indoeuropeiska språk förmodas ha ett gemensamt ursprung i ett urspråk, urindoeuropeiska, som ska ha talats av urindoeuropeer. Detta har traditionellt lokaliserats till norra delen av Östeuropa från år 3000 f.Kr. Det associeras till Jamna-kulturens plötsliga migration i många riktningar men kan enligt alternativa hypoteser lokaliseras till Anatolien (dagens Östra Turkiet) från år 6000 f.Kr. Urindoeuropeiskan anses ha försvunnit kring år 2000 f.Kr. utan att efterlämna skriftliga dokument. Den är därför att betrakta som obelagd, men tros ha förgrenat sig bland annat i mykensk grekiska, från vilket skriftliga spår finns från kring år 1600 f.Kr., och i vedisk sanskrit, belagd från 1800-1500 f.Kr. Indoeuropeiska språk kom att utvecklas i Sydasien och en stor del av Europa, och dess talare kallas indoeuropeiska folk. 
De stora likheterna mellan de germanska språken visar på ett gemensamt språkligt arv och ömsesidig kontakt mellan språken. Detta har lett till hypoteser om ett sammanhållet äldre gemensamt urspråk, urgermanska, som dock saknar skriftliga belägg, och om ett ursprungligt germanskt språkområde i Sydskandinavien och/eller i området mellan Rhen och Wisła, vilket är ovisst, liksom tidpunkten då ett sådant språk skulle ha förgrenat sig från indoeuropeiskan. De olika germanska språken utvecklades sedan i Nordeuropa, och deras talare kom att kallas germanska folk.
Emellertid tros en tredjedel av proto-germanska ord och böjningsformer härröra från ett icke-indoeuropeiskt substratspråk(en) som talades av någon tidigare kultur i Nordeuropa. Kandidater till substratspråket är Trattbägarkulturen i Skandinavien,Maglemosekulturen, Nordvästblocket,  och Hamburgkulturen. Många förindoeuropeiska språk beskrivs som paleo-europeiska språk(en).
Urnordiska är det germanska språk som talades i Norden under yngre romerska järnåldern, folkvandringstiden och vendeltiden (datering är vansklig men brukar idag anges till tiden kring Kristi födelse fram till 800 e Kr). Språket är det germanska språk som är tidigast belagt i skriftliga källor, någon gång mellan år 1 och 250 e Kr, bland annat i runskrift enligt äldre futharken Vid övergången från vendeltiden till vikingatiden omkring år 800 anses urnordiskan skilja sig betydligt från de andra germanska språken. Det kallas från denna tidpunkt fornnordiska. Detta finns belagt i runskrift enligt den yngre futharken. 
Det fornnordiska språket delar vid tidig vikingatid upp sig i västnordiska, östnordiska, och forngutniska, enligt en äldre men idag något omdiskuterad kategorisering. En tydlig dialektgräns saknas mellan västnordiska och östnordiska folkmål. Östnordiskan kan studeras i runsvenska och rundanska källor, som vid slutet av vikingatiden började uppvisa små skillnader, och kallas från 1200-talet för fornsvenska och forndanska.

### Vidare utveckling
Perioden som bär benämningen nysvenska börjar med Gustav Vasas bibel år 1541. Nusvenska är det språkstadium som den moderna svenskan tillhör och tar sin början en tid efter att urbaniseringen och industrialiseringen hade inletts från ungefär år 1900.
De flesta av svenskans traditionella folkmål kan grupperas i sex dialektområden: sydsvenska mål, götamål, sveamål, norrländska mål, gotländska mål och östsvenska mål (finlandssvenska och estlandssvenska dialekter). Trots att de genuina målen blir allt mer ovanliga är regionala uttalsvarianter alltjämt vanliga: sydsvenskt talspråk, götiskt–västmellansvenskt talspråk, östmellansvenskt talspråk, norrlandsstandardsvenskt talspråk (vilket i sin tur har många varianter), gotländskt talspråk och finlandssvenskt talspråk.
Det svenska språket har tagit upp många lånord, som ofta är tecken på hur kulturer som varit dominerande eller haft prestige har inverkat på svensk kultur under historiens gång. Lånorden innefattar främmande ord bildade till latinsk-romanska eller grekiska ordstammar, ofta internationellt använda i den akademiska världen, ibland inlånade via engelskan. Många lånord hämtades direkt från högtyskan efter reformationen i samband med Gustav Vasas bibelöversättning, från franskan under 1600- och 1700-talet och från engelskspråkig kultur efter andra världskriget. I flera fall har de engelska lånorden ursprungligen lånats ut från fornnordiskan till anglo-saxiska (fornengelska) under vikingatid.
Många svenska slangord har sitt ursprung i romani, efter andra världskriget i anglo-amerikansk populärkultur och narkotikaslang, och på senare år i förortssvenska, vilket har grund i storstädernas ungdomsspråk och olika invandrargruppers brytning och hemspråk.

## Uppkomsten av en svensk nationell identitet

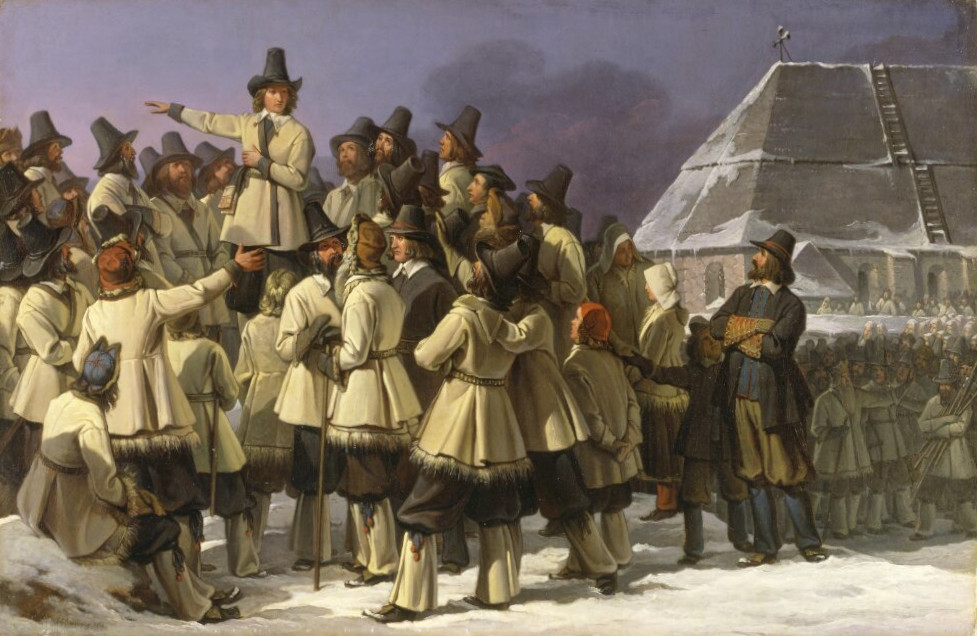
Sverige kan anses vara en nationalstat sedan landet lämnade Kalmarunionen 1523 som en följd av Gustav Vasas befrielsekrig.

Strax innan och under äldre medeltid var landskapen i Mälardalen och runt Vättern oftast enade under samma kung. Sverige under äldre medeltiden bestod av flera löst sammanhängande områden, som under 1000-talet hade utvecklat gemensam militärorganisation (ledungen). Sverige betraktas av en del nutida svenska historiker inte som en stabil statsbildning förrän vid slutet av maktkampen mellan den sverkerska och erikska ätten på 1200-talet. Sverige under Kalmarunionens tid (1389 till 1523) saknade egen utrikespolitik och regent, men det dåvarande Sverige lydde ändå under en egen landslag. Den moderna svenska nationalstaten anses ha bildats efter unionsupplösningen år 1523, och Gustaf Vasa utpekas som nationalstatens fader.

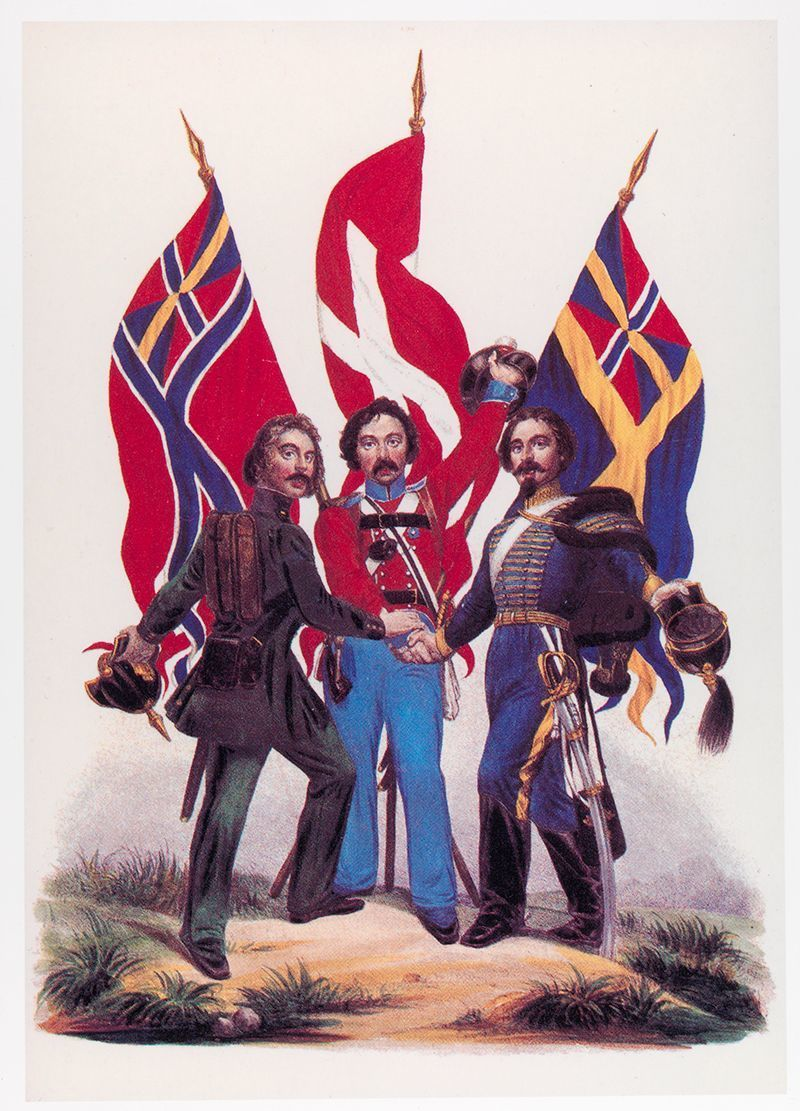
Skandinavismen betonade "de skandinaviska brödrafolken".

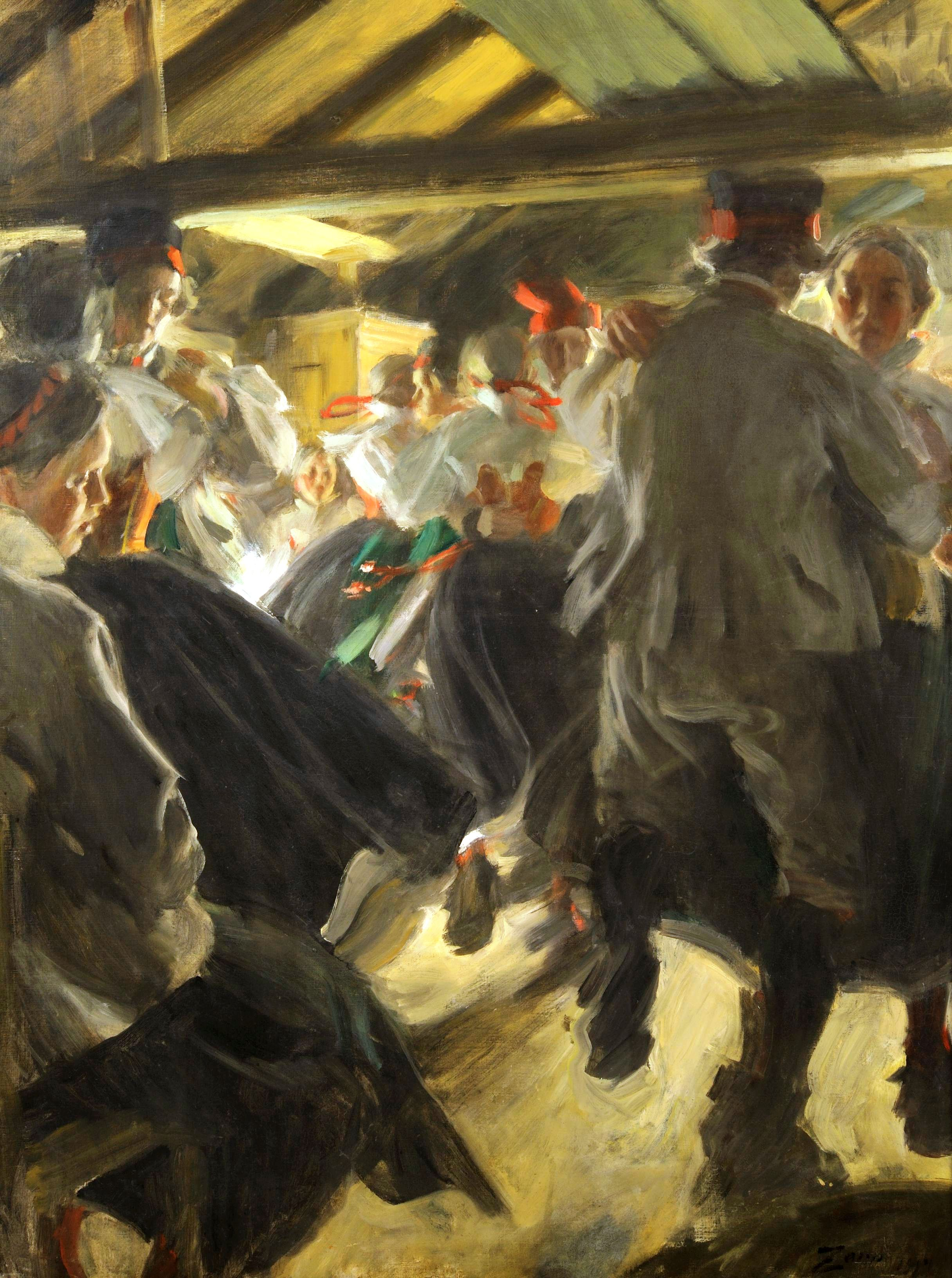
Nationalromantiken, exempelvis Anders Zorns konst, idealiserade bondesamhälle och hembygd.

Liksom i övriga Europa utvecklades nationalism först på 1800-talet i Sverige, då en gemensam skandinavisk eller nationell identitet konstruerades för att ena regionen eller landet. Nationalromantikens skalder och studentkörer började lovsjunga landet och idealisera gamla kungars krigsinsatser och krigshjältars offervilja. Göticismens historiker romantiserade om vikingabragder och sagokungarna, som skulle visa att den "svenska folkstammens" folksjäl hade präglats av en mental styrka. Att Finland förlorades till Ryssland tolkades som att den svenska styrkan börjat gå förlorad till följd av stadslivets lättjefulla liv och utländska impulser. Hembygdsromantiken hämtade symboler, traditioner och folkmusik från bondesamhället, i en tid när bondesamhället gick mot sin upplösning.
Innan denna tid levde man rätt olika livsstil i olika landsdelar, och adel och bönder hade sin identitet i sin samhällsklass snarare än i riket, och gifte sig sällan med varandra. Landet fick först vid denna tid ett gemensamt språk. Dessförinnan talade adeln en svenska uppblandad med utländska lånord som bönderna knappast förstod, och latinet hade haft en roll som det tryckta ordets språk. Vid 1800-talets mitt fick statskyrkan konkurrens av akademisk religionskritik och frikyrkor, som blev grunden till flera andra folkrörelser. Nationalismen kom att ersätta den lutherska religionen som överideologi, och förenade olika samhällsskikt, politiska ideologier, religiösa inriktningar och landsändar fram till mitten av 1900-talet. 
De katastrofala konsekvenserna av 1930- och 1940-talens aggressiva nationalism (bland annat fascism) ledde till en motreaktion hos svenskar bort från nationalism. Därefter har istället demokrati, individualism och frånvaro av hierarkier roller som landets överideologi. Även jämställdhet har en stark ideologisk ställning hos svenskar. Den svenska kulturen är idag mångkulturell och individuell. Landets starka sekularism innebär att religion numera ses som en privatsak. I ett internationellt perspektiv anger få svenskar att de är troende, runt en femtedel, men det lutherska och väckelsefromma kulturarvet anses fortfarande ha betydelse för värderingar, ekonomi och arbetsmoral. Respekt för Sveriges lagar och de politiska institutionerna jämte det svenska språket utgör idag grunden för den svenska identiteten.

## Begreppsöversikt
Vad som gör en individ svensk är inte entydigt. Det är beroende på sammanhang och tidpunkt och kan definieras utifrån flera olika begrepp.

### Medborgarskap
Medborgare i staten Sverige är ett rättsligt förhållande mellan individen och den svenska staten. Medborgarskapet är förknippat med rättigheter och skyldigheter för både individen och staten. Det är det formella medlemskapet i det svenska samhället och en grund för den svenska demokratin.

### Nationalitet
Att vara en del i den svenska nationen likställs oftast med svenskt medborgarskap, i juridisk mening, och enligt den moderna statsnationella uppfattningen. Även om nationen i vardagligt tal är synonymt med ett erkänt eller utropat land som gör anspråk på ett territorium, så kan en nation, enligt den äldre etnonationella uppfattningen, även definieras som en gruppidentitet för individer och bygger på tillhörighet till en nation framför andra. Statsnationalismen bygger således sin samhörighet och gruppsolidaritet på medborgarskap, medan etnonationalismen bygger samhörighet med nationalstaten och på solidaritet inom eller med den dominerande folkgruppen, se nedan. 
Befolkningen i en stat eller nationalstat består av flera olika etniska grupper. Den svenska nationella tillhörigheten kan skapas genom att bo i Sverige, tala det svenska språket, dela grundläggande svenska värderingar och till vardags delta i aktiviteter som stödjer Sveriges existens, såsom att betala skatt, militärtjänstgöring, högtidlighålla svenska helgdagar och högtider eller heja på svenska idrottare och idrottslag. Det är aktiviteter som bygger samhörighet med nationen. 

### Etnicitet
Etniska svenskar är en delmängd av det mer inkluderande begreppet svenskar. En etnisk svensk definieras utifrån individens självidentifikation och känsla av tillhörighet i svenskar som etnisk grupp. Den etniska gruppen svenskar definieras i sin tur av språk, kultur och gemensam historia. Gruppens kultur kan stå för en livsstil med särskilda symboler, seder och bruk, vissa normer, ideal och värderingar men också världsbilder och verklighetsuppfattningar. Ordet etnicitet avser i vissa källor individens etniska identitet, i andra källor en etnisk grupp som definierar sig som skild från andra vad gäller ursprung och kultur. Individens etniska tillhörighet ska inte sammanblandas med dennes biologiska arv, ursprung och medfödda utseendemässiga särdrag. Individer med annan härkomst kan assimileras in i en etnisk grupp, vilken i sin tur kan vara definierad genom religion, geografisk härkomst och släktskap. Också kroppsliga uttryck, såsom frisyr och klädval, kan vara utmärkande för den etniska gruppen. Den etniska gruppen har, främst historiskt och i vardagsspråk, även definierats utifrån biologiskt ursprung och medfött utseende, såsom hud- och hårfärg, utan att detta behöver definiera individens etniska tillhörighet. Till vardags kan svenskar alltjämt beskrivas som långa, blonda och blåögda, boende i röda stugor, vilket är seglivade mytiska stereotyper som inte ens stämmer på majoriteten av befolkningen.
Etnicitet är ett föränderligt och mångtydigt begrepp som betyder olika saker för olika individer vid olika tidpunkter i historien. I modern forskning anses etnicitet inte vara något som människor ärver eller bär med sig, utan etniciteten skapas och konstrueras i olika kontexter och situationer. Svensk etnicitet kan sägas vara historiskt skapade kulturella och sociala sätt att vara svensk. Vad som exakt definierar en etnisk svensk finns det inget entydigt svar på. En individ kan identifiera sig som etnisk svensk men vara medborgare i andra stater eller nationer än den svenska, såsom exempelvis vissa svenskamerikaner.
Det är inte ovanligt att medlemmar av etniska minoriteter i Sverige har varit tvåspråkiga och upprätthållit dubbla kulturella identiteter under flera generationer, och att invandrarungdomar utvecklar en multikulturell identitet – och betraktar sig som del i den svenska kulturen.  En individ kan således inneha flera etniska identiteter utöver den svenska. En etnisk svensk kan definieras dels utifrån individens upplevelse, dels utifrån omvärldens betraktelse. Tillhörigheten till en etnisk grupp kan vara sakligt grundad eller ej, och vara svag eller stark.

### Folkgrupp
Den svenska folkgruppen eller det svenska folket har olika definition i olika sammanhang. I folkrätten avser folk vanligtvis en etnisk, religiös eller språklig grupp.  Folk kan också avse en större mängd människor som har gemensam kultur och gemensamma (ekonomiska) intressen och som ofta utgör en nation. En folkgrupp kan definieras som en grupp av människor med vissa gemensamma drag t.ex. hudfärg, etnicitet, nationalitet eller tro.
I befolkningsstatistik avser Sveriges befolkning alla som är folkbokförda i Sverige, eller som har räknats i en folkräkning, alternativt prognoser av detta antal. I politisk statistik kan svenska folket avse alla som är röstberättigade i riksdagen, det vill säga vuxna medborgare som är eller har varit folkbokförda i Sverige, eller alla som röstar i ett svenskt val. Den gemensamma nämnaren för den svenska folkgruppen och det svenska folket är landet Sverige med dess historiskt varierande geografiska utbredning.
Ulf Johansson Dahre, docent i socialantropologi, menar att en folkgrupp kan definieras utifrån objektiva kriterier, identitetskriterier, eller utifrån en subjektiv uppfattning, identitetskänsla. Han lyfter fram sex kriterier som särskilt viktiga för identitetskänslan.
- Ett kollektivt namn, i det här fallet svenskar.
- En gemensam härstamningsmyt, Myten ska svara på frågan; varför är vi alla lika och varför hör vi ihop?
- En gemensam historia. Att historien är autentisk är inte väsentligt. Den hör alltså ihop mer med mytologin än vad vi i allmänhet menar med historia som vetenskaplig disciplin.
- En distinkt gemensam kultur.
- Ett förhållande till ett särskilt territorium, vilket inte behöver innebära att gruppen ifråga är i besittning av området. Det viktiga är det geografiska symbolvärdet. Politisk makt och utövning kräver däremot ett definierat område.
- En solidaritetskänsla, det kanske viktigaste kriteriet. Utan solidaritetskänsla finns inga folkgrupper som håller ihop och kan ställa krav på sin omgivning.

### Majoritetsbefolkning
Sveriges majoritetsbefolkning eller majoritetssvenskar är en exkluderande delmängd i det mer inkluderande begreppet Sveriges befolkning. Trots att människor kan ha fler identiteter än en, kontrasterar flera svenska forskare Sveriges majoritetsbefolkning mot dem som främst identifieriar sig med en etnisk eller språklig minoritet eller som statistiskt tillhör en invandrargrupp.

## Befolkningsgrupper i Sverige
I Sverige förs ingen officiell befolkningsstatistik över antal svenskar som etnisk grupp, men över antal invånare med svensk bakgrund, uppskattningar av antal svensktalande, med mera:
- Antal invånare med svenska som modersmål uppskattades till 8 000 000 år 2012.[4][97]
- Antal svenska medborgare folkbokförda i Sverige uppgick 2022 till drygt 9,64 miljoner individer.[98]
- Antal med svensk bakgrund, det vill säga som är inrikes födda med minst en inrikes född förälder, var 7 699 754 år 2021.[99]
- Antal som är inrikes födda med två inrikes födda föräldrar var 6 894 414 år 2021.[99]
- Antal röstberättigade i riksdagsval, vilket kräver att man är vuxen, har svenskt medborgarskap och varit folkbokförd i Sverige, var 7 775 390 år 2022.[100]
- Antal röstberättigade i kommunval, vilket bland annat kräver att man är vuxen, och har varit folkbokförd i Sverige i tre år i följd före valdagen eller är EU-medborgare, var 8 196 423 år 2022[100]

### Språkliga minoriteter
Personer av svensk nationalitet innefattar även samer (mellan 17 000 och 20 000 personer i Sverige, varav 6 000 hade samiskt modersmål år 2012), som har status av urfolk eftersom deras befolkning "är lika gammal som eller äldre än landets majoritetsbefolkning".
Ytterligare fyra erkända språkliga minoriteter har funnits mycket länge i landet:
- meänkielitalande (uppskattningsvis 15 000 svenskar hade detta modersmål år 2012),
- finsktalande (185 000 svenska invånare),
- romani chib-talande (11 000 svenskar) och
- jiddischtalande (3 000 svenskar).

Följande nordiska varieteter beskrivs ibland som egna språk, men saknar officiell status som minoritetsspråk:
- Älvdalska (1 900 hade detta som modersmål år 2012).
- Överkalixmål (1 600)

### Utländsk bakgrund
Av svenska medborgare folkbokförda i Sverige är 1 168 202 personer, eller omkring 11,3 procent, utrikes födda (år 2019), och kallas ibland nya svenskar. Av Sveriges befolkning, det vill säga personer som har haft uppehållstillstånd i minst ett år, är 2 019 733 eller 19,6 procent utrikes födda (år 2019). År 2019 var antalet inrikes födda med två utrikes födda föräldrar 615 234 personer eller 6,0 procent av befolkningen. Baserat på födelseland är de största immigrantgrupperna sverigefinländare (inklusive språkgrupperna sverigefinlandssvenskar och sverigefinnar), -irakier, -syrier, -polacker, -iranier, -jugoslaver, -somailer, -tyskar, -turkar, -norrmän, -danskar och -thailändare.
Följande modersmål uppskattas av lingvisten Mikael Parkvall vara vanligast i Sverige, förutom svenska:
| Modersmål                                        | 2006    | 2012    |
| ------------------------------------------------ | ------- | ------- |
| Finska och meänkieli                             | 235 000 | 200 000 |
| Arabiska                                         | 93 000  | 155 000 |
| Bosniska, kroatiska, serbiska och montenegrinska | 113 000 | 130 000 |
| Kurdiska                                         | 66 000  | 84 000  |
| Polska                                           | 49 000  | 76 000  |
| Spanska                                          | 65 000  | 75 000  |
| Persiska                                         | 59 000  | 74 000  |
| Tyska                                            | 64 000  | 72 000  |
| Danska                                           | 54 000  | 57 000  |
| Norska                                           | 56 000  | 54 000  |
| Engelska                                         | 44 000  | 54 000  |
| Somaliska                                        | 25 000  | 53 000  |
| Arameiska                                        | 36 000  | 52 000  |
| Turkiska                                         | 34 000  | 45 000  |
| Albanska                                         | 49 000  | 39 000  |
| Thailändska                                      | 16 000  | 30 000  |
| Ryska                                            | 19 000  | 29 000  |
| Ungerska                                         | 21 000  | 24 000  |
| Kantonesiska                                     | 14 000  | 20 000  |

## Utlandssvenskar

Länder med betydande svensk befolkning och ättlingar.
Sverige
+ 1 000 000
+ 100 000
+ 10 000
+ 1 000

Personer med svenska som modersmål, vars förfäder har bott i svenskbygder som historiskt har varit en del av Sverige, framför allt i Finland men även i Estland, kallar sig finlandssvenskar respektive estlandssvenskar men sällan svenskar. De utgör nationella minoriteter i dessa länder och deras svenska dialekt är i allmänhet inte rikssvensk. Icke finsktalande finlandssvenskar kan vara finländare men inte finnar. En grupp estlandssvenskar tvångsförflyttades till Gammalsvenskby i Ukraina där svensktalande ättlingar lever kvar. 
Personer som har utvandrat från Sverige identifierar sig ofta som svenskar och kallas utlandssvenskar. Ättlingar till dessa som har bevarat språk och traditioner och bildar en större gemenskap kan också betrakta sig som svenskar, och som en namngiven etnisk grupp, exempelvis Australiensvenskar, svenskkanadensare eller svenskamerikaner. Ättlingar till utvandrade svenskar i allmänhet kallas svenskättlingar. Enligt en uppskattning från United States Census Bureau har 3,6 miljoner amerikaner svenskt ursprung (2020).
Termen utlandssvenskar används också för svenska medborgare som är bosatta i andra länder oavsett om de avser att återvända till Sverige i framtiden.